# Ginnastica ai Giochi della XXXII Olimpiade - Qualificazioni
Questo articolo descrive la fase di qualificazione per le gare di ginnastica ai Giochi della XXXII Olimpiade.

## Ginnastica artistica
Per la prima volta, la squadra olimpica, sia nella maschile che nella femminile, sarà composta da solo quattro atleti, la cui scelta ricadrà sul Direttore Tecnico di ogni Nazionale. 
Le nazioni che parteciperanno alle Olimpiadi con un'intera squadra sono 12, scelte tramite i risultati ottenuti ai Campionati mondiali del 2018 e del 2019; in particolare, 
hanno ottenuto la qualificazione le prime 3 squadre in classifica ai Mondiali 2018 (Stati Uniti, Russia e Cina per la femminile; Russia, Cina e Giappone per la maschile) e le prime 9 squadre in classifica alle qualificazioni dei Mondiali 2019, ad esclusione delle 3 squadre già qualificate l'anno precedente (quindi Francia, Canada, Paesi Bassi, Gran Bretagna, Italia, Germania, Giappone, Belgio e Spagna per la femminile; Ucraina, Gran Bretagna, Svizzera, Stati Uniti, Cina Taipei, Corea del Sud, Brasile, Spagna e Germania per la maschile).
Gli atleti hanno potuto tuttavia ottenere un pass alle Olimpiadi individualmente, anche se la propria squadra non si è qualificata, attraverso 4 modalità: i Campionati continentali (Europei, Asiatici, Panamericani, Africani e d 'Oceania), i Campionati del mondo del 2019, il circuito di Coppa del mondo all around, il circuito di Coppa del mondo ad attrezzo.

### Campionati continentali
Ogni campionato continentale svolto nel 2021 mette in palio 2 pass per genere (nominativi se la nazione dell'atleta non ha qualificato una squadra, non nominativi in caso contrario). I 2 pass vanno ai 2 atleti che hanno ottenuto i punteggi più alti nella fase di qualifica, a condizione che non avessero fatto parte della propria squadra nazionale nel Mondiale in cui questa ha ottenuto la qualifica alle Olimpiadi. I 2 pass, inoltre, non possono andare entrambi alla stessa nazione se questa ha già qualificato una squadra. L'unica eccezione è costituita dai Paesi dell'Oceania, che possono aspirare a un solo pass per genere.
Ginnasti/Nazioni che hanno ottenuto un pass tramite le rassegne continentali:
- attraverso i Campionati Europei 2021: Russia (1 pass non nominativo), Larisa Iordache, Ahmet Önder  e Adem Asil
- attraverso i Campionati Panamericani 2021: Rebeca Andrade, Luciana Alvarado, 1 pass maschile non nominativo per il Brasile, 1 pass maschile non nominativo per gli Stati Uniti.[1]
- i Campionati Asiatici sono stati annullati causa Covid-19[1], per cui i 4 pass sono stati assegnati agli atleti che avevano ottenuto i punteggi più alti ai Giochi asiatici 2021 (Milka Gehani e Pranati Nayak)
- attraverso i Campionati Africani 2021: Zeina Ibrahim  e Naveen Daries [1]
- attraverso i Campionati d'Oceania 2021: Misha Koundinov e Emily Whitehead[1]

### Risultati ottenuti ai Campionati mondiali 2019
Tutte le nazioni che non hanno qualificato un'intera squadra hanno avuto comunque la possibilità di ottenere 1 pass nominativo per genere, dato al ginnasta che ha ottenuto il miglior punteggio fra i suoi connazionali nella fase di qualifica; ulteriori pass erano disponibili per ginnasti qualificati per finali ad attrezzo la cui nazione non aveva qualificato la squadra.
Le ginnaste qualificate tramite questa modalità sono:
- Flávia Saraiva
- Giulia Steingruber
- Georgia Godwin
- Diana Varinska
- Lee Yun-seo
- Zsófia Kovács
- Martina Dominici
- Alexa Moreno
- Danusia Francis
- Kim Su-jong
- Aneta Holasová
- Marcia Vidiaux
- Maria Holbură
- Elisa Hämmerle
- Anastasiya Alistratava
- Farah Ann Abdul Hadi
- Mandy Mohamed
- Nazlı Savranbaşı
- Barbora Mokošová
- Ana Filipa Martins
- Yeo Seo-jeong
- Ana Đerek
- Caitlin Rooskrantz
- Jonna Adlerteg
- Gabriela Janik
- Simona Castro
- Lihie Raz
- Julie Erichsen
- Ariana Orrego
- Oksana Chusovitina
- Ting Hua-tien
- Marina Nekrasova
- Tan Sze En
- Megan Ryan
- Raegan Rutty

Martina Dominici viene sostituita dalla connazionale Abigail Magistrati dopo essere risultata positiva a un test antidoping.
I ginnasti qualificati tramite questa modalità sono:
- Carlos Yulo
- Manrique Larduet
- Ludovico Edalli
- Milad Karimi
- Loris Frasca
- Robert Tvorogal
- Alexander Shatilov
- Ferhat Arıcan
- Artur Davtyan
- David Huddleston
- Bart Deurloo
- Daniel Corral
- Artem Dolgopyat
- Rhys McClenaghan
- Cyril Tommasone
- İbrahim Çolak
- Marco Lodadio
- Samir Aït Saïd
- Shek Wai Hung
- Lê Thanh Tùng
- Marian Drăgulescu
- Ahmet Önder
- Tin Srbić
- Tyson Bull
- René Cournoyer
- Rasuljon Abdurakhimov
- Marios Georgiou
- Ivan Tikhonov
- David Rumbutis
- Andrey Likhavitski
- Sofus Heggemsnes
- Phuong Thanh Dinh
- Phay Xing Loo
- Matvei Petrov

### Circuito delle Coppe del Mondo all-around
Il circuito è costituito da 4 tappe che si sarebbero dovute svolgere nella primavera 2020. Avrebbe dovuto mettere in palio 3 pass non nominativi per genere, dati alle nazioni i cui ginnasti avessero ottenuto i 3 migliori piazzamenti alla fine del circuito. Tuttavia di queste 4 tappe si è svolta solo la prima, mentre le altre tre sono state prima rinviate al 2021 (in seguito al rinvio delle Olimpiadi) e successivamente annullate visto il peggioramento della situazione pandemica. La FIG decise quindi di suddividere i 6 pass non nominativi in palio tra le nazioni che avevano ottenuto i 3 migliori piazzamenti durante le qualifiche dei Mondiali 2019 (Stati Uniti, Russia e Cina per la femminile; Russia, Cina e Giappone per la maschile).
I ginnasti scelti come individualisti potranno gareggiare su tutti e quattro gli attrezzi e accedere quindi alle finali ad attrezzo e alla finale all-around, ma non potranno partecipare alla finale a squadre.
I ginnasti scelti come individualisti dalle rispettive nazioni sono:
- Mykayla Skinner[3]
- Anastasija Il'jankova[4]
- Guan Chenchen[5]
- non ancor annunciato
- Liu Yang[5]
- Kōhei Uchimura[6]

### Circuito delle Coppe del Mondo per attrezzo
Mettono in palio 10 pass nominativi (4 per la femminile e 6 per la maschile). Ai fini della classifica si tengono in considerazione le tappe svolte nel 2019 e nel 2020/21. Ad ogni tappa vi è una fase di qualifica a cui segue una finale, si assegnano tot punti ad ogni atleta in base al risultato ottenuto nella finale di ogni tappa: alla fine del circuito, il ginnasta che avrà ottenuto il maggior numero di punti su un attrezzo conquisterà il pass.
I ginnasti qualificati tramite questo sistema potranno gareggiare su tutti e quattro gli attrezzi e accedere quindi alle finali ad attrezzo e alla finale all-around, ma non potranno partecipare alla finale a squadre.
Tutte le tappe si sono svolte come da programma ad eccezione della tappa di Baku del 12 marzo 2020 (durante la quale è stata annullata la finale a causa del Covid-19 e si sono tenuti in considerazione i risultati della qualifica) e della tappa di Doha del 10 marzo 2020, rimandata al 23-26 giugno 2021.
Al termine della tappa di Doha sono stati ufficializzati i nomi qualificati per le Olimpiadi:
- Rayderley Zapata (corpo libero)
- Kameyama Kohei (cavallo)
- Eleftherios Petrounias (anelli)
- Shin Jeahwan (volteggio)
- You Hao (parallele)
- Epke Zonderland (sbarra)
- Jade Carey (volteggio)
- Fan Yilin (parallele)
- Urara Ashikawa (trave)
- Vanessa Ferrari (corpo libero)

Il posto da individualista di Vanessa Ferrari viene assegnato a Lara Mori dopo che la prima è entrata a far parte della squadra.